# Městské parní lázně Innsbruck
Městské parní lázně Innsbruck je památkově chráněná budova na Salurner Straße v Innsbrucku.
Byla postavena v letech 1926/27 pod vedením obecního stavebního ředitele Friedricha Konzerta. Nachází se v nápadné rohové budově, která je stylově klasifikována mezi novou objektivitou a secesí. Monumentální portálové rohové průčelí má kamenné pilastry a kamenný reliéf ženy s dítětem. Během druhé světové války byla malovaná skleněná okna ve vstupní zóně zničena, ale samotná budova nebyla poškozena.
V roce 1987 začala důkladná sanace a renovace zařízení. Na podzim roku 1990 byl znovu zahájen provoz. Zvláštností je foyer pokryté červeným mramorem a bazénový prostor s barevnými skleněnými okny a mozaikami. Lázně jsou vybaveny dvěma finskými saunami, eukalyptovou saunou, parní lázní, bazénem se studenou vodou, vířivkou, dvěma infračervenými komorami a několika solárii.